# Leonid Michailowitsch Schtscherbakow
Leonid Michailowitsch Schtscherbakow (russisch: Леонид Михайлович Щербаков; * 7. April 1927 in Olebino, Oblast Jaroslawl; † 19. Mai 2004 in Moskau) war ein sowjetischer Leichtathlet, der 1950 und 1954 Europameister im Dreisprung wurde.
Schtscherbakow wurde 1948 bei den sowjetischen Meisterschaften Zweiter hinter Hugo Rausberg. 1949 gewann er seinen ersten Meistertitel, verlor aber 1950 gegen Boris Sambrimborz. Von 1951 bis 1956 gewann Schtscherbakow sechs Meistertitel in Folge, 1957 wurde er noch einmal Zweiter, diesmal hinter Oleg Rjachowski.
Bei den Europameisterschaften 1950 in Brüssel gewann Schtscherbakow mit 15,39 m Gold mit 40 Zentimetern Vorsprung auf den Finnen Valdemar Rautio. Zwei Jahre später bei den Olympischen Spielen 1952 in Helsinki belegte er mit 15,98 m den zweiten Platz hinter dem Brasilianer Adhemar Ferreira da Silva; der Brasilianer hatte mit 16,12 m und 16,22 m im Finale gleich zweifach den Weltrekord verbessert, Schtscherbakow hatte seinen Europarekord um 28 Zentimeter gesteigert.
Nachdem er im März 1953 die Hallenweltbestleistung im Dreisprung auf 15,52 m gesteigert hatte, gelang Schtscherbakow am 19. Juli 1953 in Moskau ein Sprung von 16,23 m, womit er den Weltrekord um einen Zentimeter übertraf. Bei den Europameisterschaften 1954 in Bern konnte er seinen Europameistertitel erfolgreich verteidigen. Mit 15,90 m lag er deutlich vor dem Schweden Roger Norman mit 15,17 m.
Im März 1955 holte sich Ferreira da Silva mit 16,56 m den Weltrekord zurück. Schtscherbakow stellte am 4. Juli 1956 in Moskau mit 16,46 m eine neue Bestleistung auf, der Sprung bedeutete seinen zehnten sowjetischen Landesrekord und seinen siebten Europarekord. Bei den Olympischen Spielen 1956 in Melbourne wurde er mit 15,80 m aber nur Sechster, während Ferreira da Silva vor dem Isländer Vilhjálmur Einarsson gewann.
Schtscherbakow startete für Dynamo Moskau. Bei einer Körpergröße von 1,78 m betrug sein Wettkampfgewicht 73 kg. Nach seiner Karriere war er als Trainer tätig, so trainierte er den kubanischen Dreisprung-Weltrekordler Pedro Pérez (1971: 17,40 m).
Nach ihm wurden die Schtscherbaki-Sprünge benannt, welche durch eine Fehldeutung einer Übersetzung aus dem Russischen entsprungen sind. Gemeint war eine Sprung-Übung, welche er als Sportler angeblich anwandte. Die Sprünge werden wie folgt ausgeführt: Man hockt und springt in die Luft. Dabei wird das hintere Bein gestreckt und das fordere angewinkelt. In der Luft sieht der Sportler aus, als würde er einen Laufsprung machen. Die Arme sind in der Haltung eines Läufers. Die Landung erfolgt wieder als Schlusssprung in der Hocke. Beim nächsten Sprung wird die Bein- und Armhaltung getauscht. Die Übung erfolgt fast auf der Stelle. So bewegt man sich einige Meter fort. So ging der Name der Übung in die deutsche Sportliteratur ein. Nach einem Gespräch des Nationaltrainers für Dreisprung der DDR, Heinz Rieger und Leonid Michailowitsch Schtscherbakow in Kuba, bestätigte der Sportler, dass er nie diese Übung gemacht hat, aber sie für gut befindet.